# Conte di Holland
Conte di Holland era un titolo nobiliare creato nel Regno d'Inghilterra nel 1624.
Il primo conte fu Henry Rich, già creato primo barone di Kensington nel 1623 e figlio maggiore di Robert Rich, I conte di Warwick. Il figlio di Henry divenne anche il quinto conte di Warwick nel 1673 ereditando il titolo alla morte del cugino. Entrambi i titoli si estinsero nel 1759.
Lady Mary Rich, figlia del primo conte di Holland, sposò lo scozzese Sir John Campbell, I conte di Breadalbane e Holland. Inoltre, Lady Elizabeth Rich, unica figlia ed erede del quinto conte di Warwick e secondo Conte di Holland, sposò Francis Edwardes. Loro figlio William Edwards riuscì ad avere le proprietà dei Rich e venne creato barone di Kensington  nel 1776.

## Conti di Holland
- Henry Rich, I conte di Holland (1590–1649);
- Robert Rich, II conte di Holland (c. 1620–1675);
- Edward Rich, III conte di Holland, VI conte di Warwick (1673–1701);
- Edward Henry Rich, IV conte di Holland, VII conte di Warwick (1697–1721);
- Edward Rich, V conte di Holland, VIII conte di Warwick (1695–1759).